# Martello-Turm

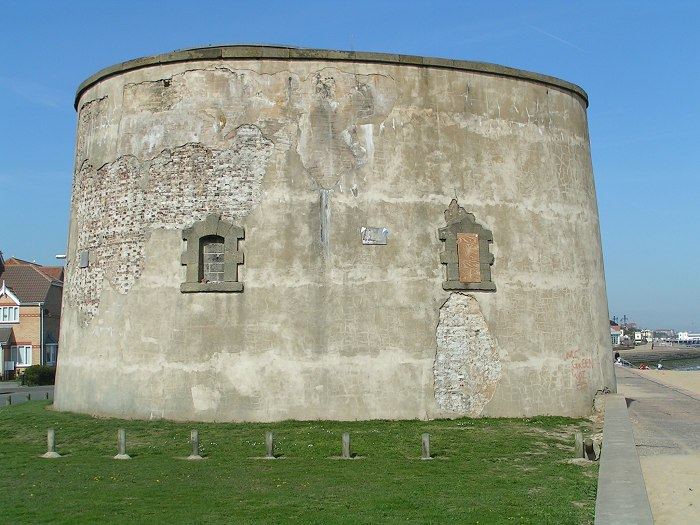
Martello-Turm in Clacton-on-Sea

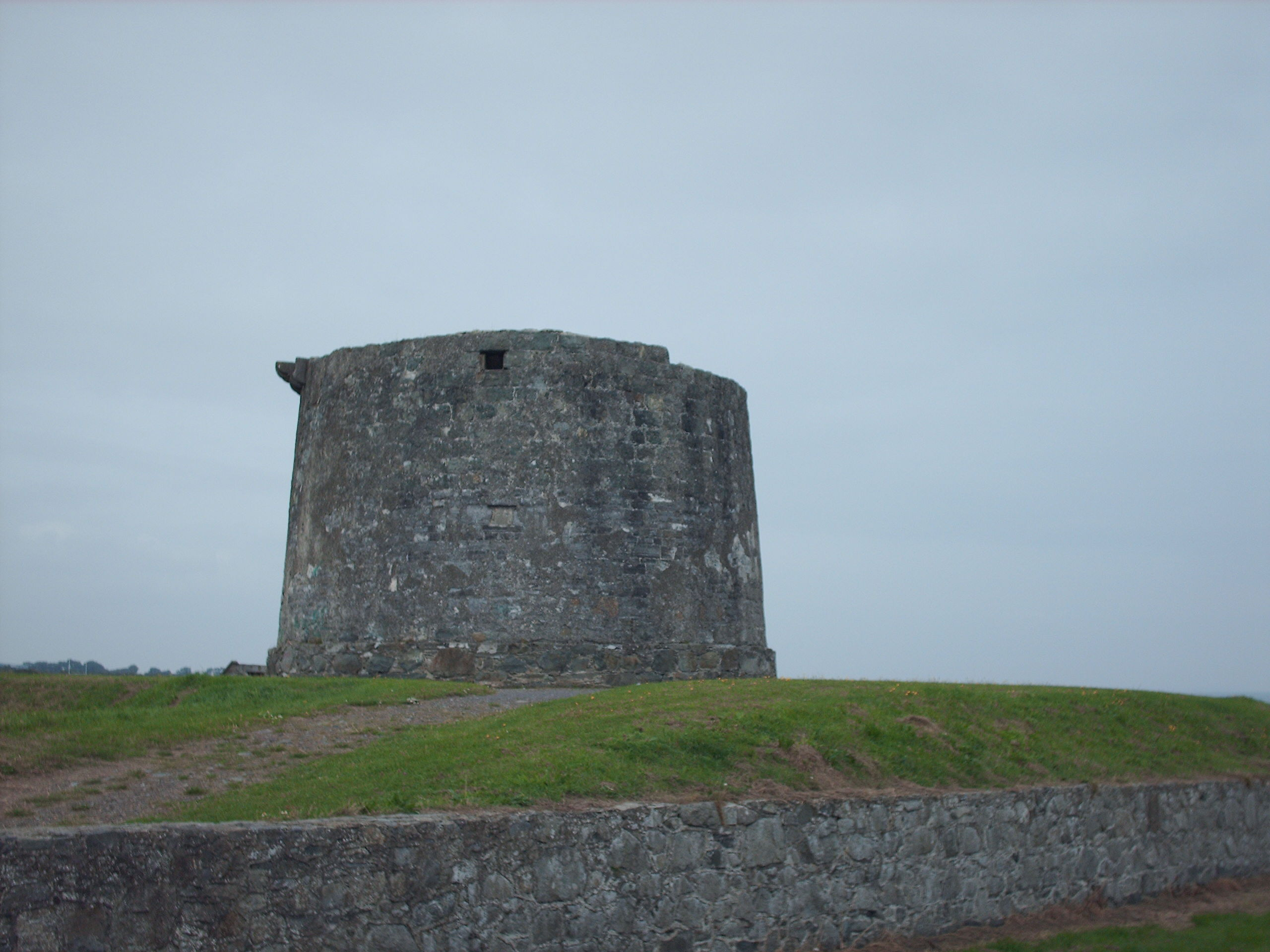
Martello-Turm in Balbriggan (Irland)

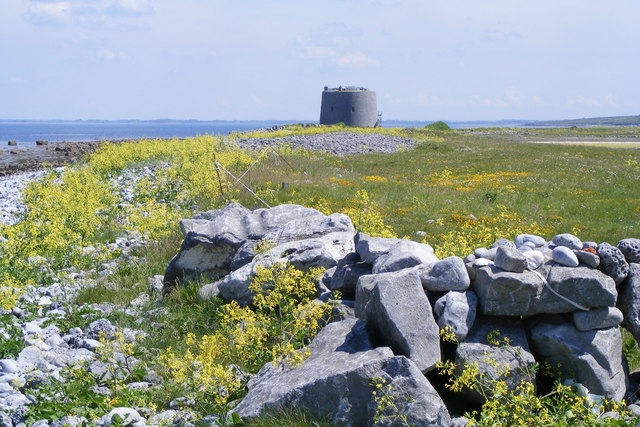
Martello-Turm von Aughinis (Irland)

Martello-Turm werden 164 kleine runde Befestigungen genannt, die das britische Empire primär zwischen 1796 und 1814 zur Zeit der Napoleonischen Kriege errichtete. Die letzten Martello-Türme entstanden 1829 bis 1834 auf Mauritius.

## Name
Die Bezeichnung „Martello-Turm“ geht auf einen Genueserturm am Kap Mortella (Pointe Mortella) auf Korsika zurück, das nach den dort wachsenden Myrten (korsisch la mortella) benannt ist. Martello ist eine Verballhornung des Wortes „mortella“. Die Briten benötigten im Februar 1794 drei Tage Beschuss von See, ehe sich die 38-köpfige Besatzung des Turms bei Mortella nach einem Sturmangriff von Land ergab. Dies beeindruckte die militärische Führung derart, dass sie beschloss, ebenfalls Wehrtürme zum Schutz vor einer möglichen Invasion Napoleons zu errichten. 
Eine andere These geht davon aus, dass die „Torri da Martello“ die Namenspaten der Martello-Türme sind. In diesen Rundtürmen an den italienischen Küsten (Sardinien, Sizilien) wurde mit einem Hammer (ital. martello) und einer Glocke Alarm geschlagen, wenn Piraten gesichtet wurden.

## Beschreibung

Schnittzeichnung

Das Bauprinzip der Martello-Türme auf Menorca und die Mehrzahl der Türme in Irland gehen auf zwei von 1785 bis 1787 auf Menorca errichtete spanische Küstentürme zurück, die die Briten 1798 nach ihrer Besetzung der Insel kopierten und weiterentwickelten – den Torre d’Alcalfar und den Torre de Son Ganxo. Die Türme an der englischen Küste folgten dem Bauplan spanischer Wehrtürme auf den Kanarischen Inseln.
Die Form und Dicke der Mauern schützte gegen Kanonenfeuer angreifender Schiffe. Die in glatt verputztem Ziegelmauerwerk ausgeführten englischen Martello-Türme verjüngen sich in der Höhe leicht. Sie sind rund 10 Meter hoch, mit einem Durchmesser an der Basis von 19 Metern und auf der oberen Plattform von 12 Metern.
Die Türme haben zwei Ebenen: Die Lagerebene zur Aufnahme von Munitions- und Lebensmittelvorräten und die Quartiersebene mit Ruhemöglichkeiten für die Mannschaft. Beide Ebenen waren fensterlos und wurden über das Dach be- und entlüftet. Über im Mauerwerk verlaufende Leitungen wurde auch Regenwasser in eine Zisterne abgeleitet und als Trinkwasser gespeichert. Einige Türme wurden über Quellen erbaut.
Ihre Besatzung bestand aus etwa zwei Dutzend Soldaten. Betreten wurde der Turm über einen hölzernen Aufgang, der auf der Landseite zu einer schmalen Tür auf Höhe der oberen Ebene führte. Über Treppen in der dickeren, seewärtigen Mauer oder über Leitern konnte die obere Plattform des Turmes erreicht werden, auf dem eine schwenkbare Kanone montiert war, gewöhnlich ein 32-Pfünder mit 14,5 kg schweren Kugeln.
Martellos standen so nebeneinander, dass sie überlappende Schussfelder hatten, damit jeder Angriff von See her abgedeckt werden konnte.

## Verbreitung

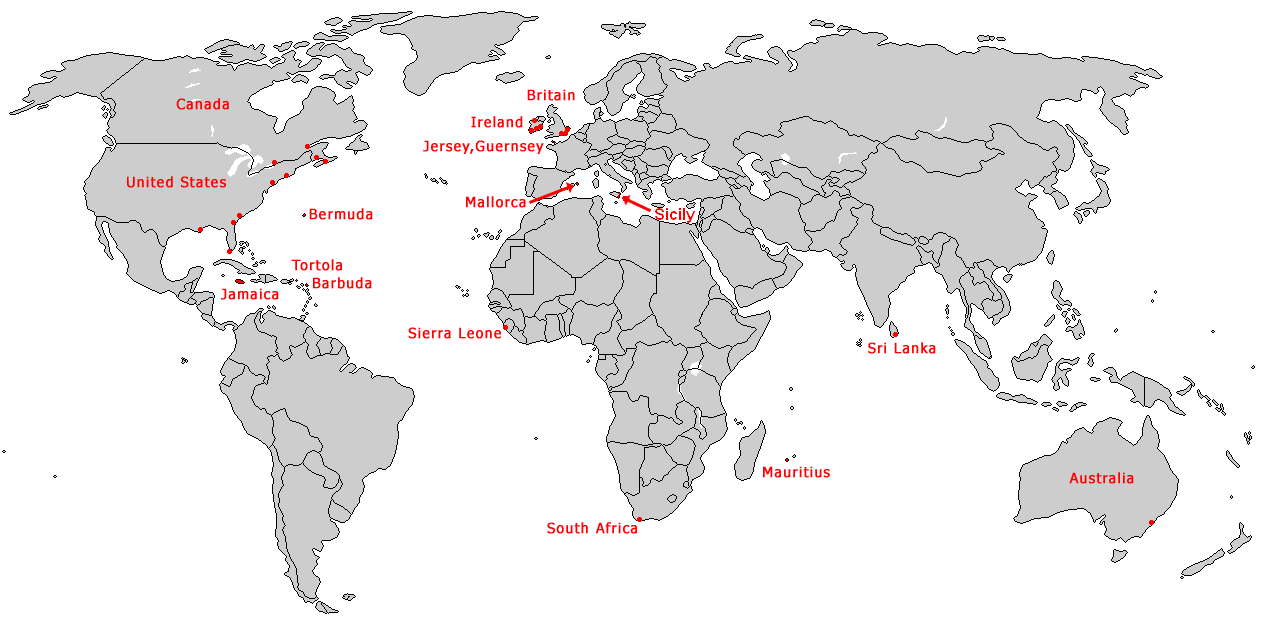
Verbreitung der Martello-Türme

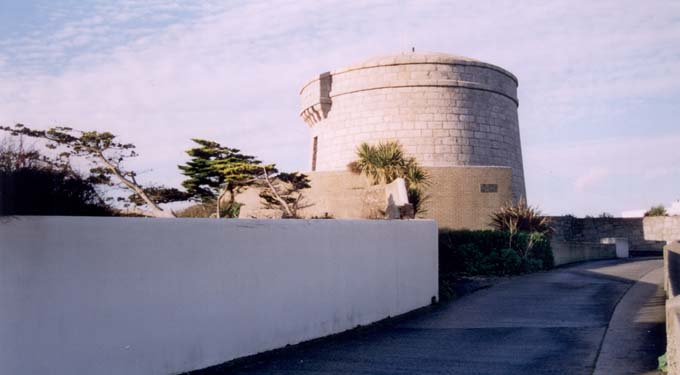
„James Joyce Tower“ in Dún Laoghaire (Irland)

Martello-Türme stehen an den südlichen, südöstlichen und westlichen Küsten der Britischen Inseln, auf Menorca, in Australien und entlang der britischen Handelsrouten auf Saint Helena, Sierra Leone, Südafrika, Sri Lanka, Mauritius, Tobago, den Bermudas und den damaligen nordamerikanischen Kolonien, den heutigen Vereinigten Staaten bzw. Kanada, sowie in Indien.

### Britische Inseln
Auf Guernsey und Jersey wurde der Bau von Rundtürmen (z. B. der Portelet Tower) zur Verteidigung bereits im Jahre 1778 durch den Governor General Conway begonnen. Die ersten vier (von über 30 davon 14 erhalten), von denen der älteste in der Bucht von Grève de Lecq noch steht, wurden bereits nach acht Monaten fertig.
Der Martello-Turm von Leith war der einzige, der auf einer kleinen Felseninsel mitten in der Hafeneinfahrt errichtet wurde. „Tally Too’er“, wie er von den Einheimischen genannt wurde, ist zur Hälfte in den anstehenden Felsen gehauen, zur anderen Hälfte über der Wasserlinie aufgemauert. Im Zuge der Hafenumbauten zwischen 1936 und 1943 wurde er mit einer Mole verbunden, so dass er heute auf dem Festland steht.
Die beiden auf Hoy errichteten Martello-Türme markieren einen Wendepunkt in der britischen Marinepolitik des 19. Jahrhunderts. Als die Marine nach einem neuen, gut gesicherten Stützpunkt am Atlantik suchte, fiel die Wahl auf die Bucht von Longhope, einen seit den Wikingertagen bekannten Sammelpunkt für Flottenverbände. Hier wurden die Türme von Crockness und Hackness errichtet.
Literarischen Ruhm erlangte der Martello-Turm in Sandycove, Dun Laoghaire-Rathdown, in Irland durch James Joyce, der hier eine Woche bei Oliver St. John Gogarty wohnte und darüber im Ulysses schrieb. Heute ist hier das Joyce-Museum untergebracht. Im Martello-Turm in Rathmullan im County Donegal ist das Flight of the Earls Centre mit einer Dauerausstellung zur sogenannten „Flucht der Grafen“ zu besichtigen.